# Municipio de Morton (condado de Sedgwick)
El municipio de Morton (en inglés: Morton Township) es un municipio ubicado en el condado de Sedgwick en el estado estadounidense de Kansas. En el año 2010 tenía una población de 2667 habitantes y una densidad poblacional de 28,85 personas por km².

## Geografía
El municipio de Morton se encuentra ubicado en las coordenadas 37°36′44″N 97°44′46″O / 37.61222, -97.74611. Según la Oficina del Censo de los Estados Unidos, el municipio tiene una superficie total de 92.43 km², de la cual 91,43 km² corresponden a tierra firme y (1.09 %) 1 km² es agua.

## Demografía
Según el censo de 2010, había 2667 personas residiendo en el municipio de Morton. La densidad de población era de 28,85 hab./km². De los 2667 habitantes, el municipio de Morton estaba compuesto por el 97 % blancos, el 0,3 % eran afroamericanos, el 0,49 % eran amerindios, el 0,07 % eran isleños del Pacífico, el 0,45 % eran de otras razas y el 1,69 % eran de una mezcla de razas. Del total de la población el 2,4 % eran hispanos o latinos de cualquier raza.